# Chrat Preah Nongkal
 (novembre 2017).

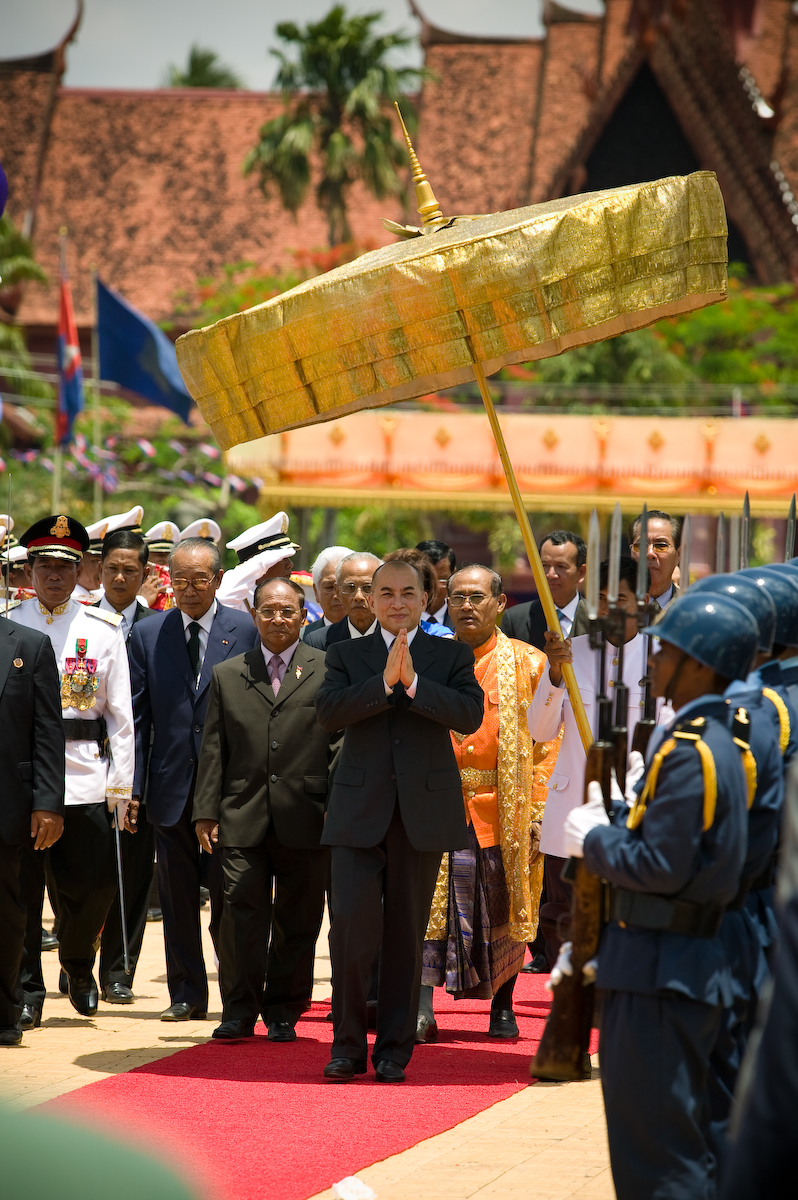
Le roi Norodom Sihamoni à la fête du sillon sacré en 2008

La fête du sillon sacré (Chrat Preah Nongkal, ច្រត់ព្រះនង្គ័ល) en Khmer, le nom complet étant ព្រះរាជពិធីបុណ្យច្រត់ព្រះនង្គ័ល (Preah Reach Pithi Chrot Preah Neangkol) et la fête des eaux (Om Touk) sont des fêtes cambodgiennes pendant lesquelles les habitants se livrent à des rituels traditionnels permettant de donner des prophéties sur l'avenir, le temps, les épidémies et les récoltes. Ces prédictions, portant sur l'année suivante, sont prises au sérieux par la population cambodgienne qui se protège ainsi des calamités et s’assure de bonnes récoltes. Cette méthode ancestrale perdure malgré les moyens scientifiques disponibles pour déterminer le temps et les récoltes.

## Une tradition pré-Ramayanienne
Dans les différentes versions du Ramayana, Sītā, l’héroïne, jaillit bébé de la terre retournée quand Janaka, le roi de Videha, laboure le champ lors de la cérémonie royale. Il s'agit de la plus ancienne évocation historique de ce rituel agricole.

## Déroulement
La fête se déroule à Phnom Penh sur l’esplanade Veal Preahmein, en face de l’enceinte nord du palais royal. Deux bœufs sacrés sont attelés à une charrue en bois et le roi, ou un de ses représentants, trace les trois sillons d’une rivière sacrée dans laquelle les brahmanes du palais (bakous) plantent des graines de riz. Autrefois, une rizière existait sur cette esplanade. 
Le choix des bœufs découle d’une sélection très rigoureuse. Il faut que la queue soit longue et large en son extrémité, que les testicules aient la même taille et soient bien pendants alors que les oreilles doivent être de taille moyenne ; enfin, les cornes sont hautes et légèrement penchées vers l’avant.
À la fin du labour, les bœufs sont délestés de leurs harnais et dirigés vers sept plateaux d’or contenant du riz, du maïs, des graines de sésame, des haricots verts, de l’herbe fraichement coupée, de l’eau et de l’alcool de riz.
En fonction de ce qu’ils choisissent de manger ou de boire, des devins prédisent une série d’évènements tels que les épizooties, les bonnes récoltes ou les intempéries. 
Par exemple, si les bœufs choisissent l’herbe, des épidémies sont à craindre. Par contre, s’ils jettent leur dévolu sur le riz ou le sésame, l’année sera bonne pour les récoltes. Enfin, si l’eau est signe de crues, l’alcool, lui, est annonciateur des pires catastrophes. 
Tous les ans, les fermiers attendent impatiemment la fin du rituel et les prédictions qu’ils écoutent religieusement. La plupart des  Cambodgiens, encore aujourd’hui, consultent les manuels traditionnels avant de prendre toute décision importante concernant les affaires, des rencontres.
Le sillon sacré est célébré depuis des siècles, à l’initiative d’un des premiers rois khmers qui se souciait des ressources de ses sujets. Traditionnellement, la fête ouvre la saison des pluies et des travaux agricoles. Elle avait été quasiment abandonnée lors du règne d’Ang Duong (1845-1859) mais a été remise au goût du jour par Norodom Sihanouk en 1960 avant d’être à nouveau interrompue de 1970 à 1994.
Elle est aussi célébrée en Thaïlande où elle porte le nom de Phraraj Pithi Jarod Phranangkal Reak Na Kwan et date du temps des rois de Sukhothaï (1238-1438). Elle était tombée en quasi-désuétude à l’époque du roi Rama VII dans les années 1920 mais a été rétablie  en 1960 par Rama IX.  
Au Cambodge, la fête a lieu au quatrième jour de la lune décroissante de fin avril ou début mai alors qu’en Thaïlande le jour est fixé par des oracles. Il en résulte de petites variations de date d’un pays à l’autre.
Ces dernières années[Quand ?], en Thaïlande, le prince royal Maha Vajiralongkorn a conduit la cérémonie qui s’est déroulée à Sanam Luang à Bangkok. Les graines de riz sont semées sur le terrain du palais de Chitralda, demeure du roi, puis la foule récupère les graines qui sont réputées être de bon augure. Ensuite, les fermiers les mélangent à leurs propres graines, ou les conservent telles quelles comme porte-bonheur.
Au Cambodge, aussi bien le roi Norodom Sihamoni que le Premier ministre Hun Sen observent ce rituel.
La plupart des habitants des deux pays croient en ces méthodes pour dire l’avenir et assurent de leur efficacité[pas clair]. Cela les conforte dans la certitude que des esprits continuent de veiller sur leurs pays.

### Sources
- (en) Cet article est partiellement ou en totalité issu de l’article de Wikipédia en anglais intitulé « Royal Ploughing Ceremony » (voir la liste des auteurs).
- (en) Tourism of Cambodia Royal Ploughing ceremony
- (fr) Asia King Travel  ; Les fêtes et festivals du Cambodge
- (fr) Cambodge contact  ; La fête du Sillon Sacré
- (fr) Cambodge Soir De bons augures pour l’agriculture du 23 mai 2008